# 国鉄戦後五大事故
国鉄戦後五大事故（こくてつせんごごだいじこ）は、公共企業体日本国有鉄道が存在した1949年（昭和24年）6月から1987年（昭和62年）4月の間にその営業鉄道路線・航路で発生した、死者が100人を超える5つの事故の総称である。

## 五大事故の概要
| 事故       | 発生年月日                 | 発生現場                             | 概要 | 死傷者数                                    |
| ---------- | -------------------------- | ------------------------------------ | --- | ------------------------------------------- |
| 桜木町事故 | 1951年（昭和26年） 4月24日 | 東海道本線（現・根岸線）桜木町駅構内 | 工事作業を誤り垂れ下がった架線に列車が接触し短絡（ショート）したことから車両火災が発生。                                                         | 106人死亡・92人負傷                         |
| 洞爺丸事故 | 1954年（昭和29年） 9月26日 | 青函連絡船・函館沖                   | 「洞爺丸」など連絡船5隻が台風15号（洞爺丸台風）にあおられ沈没。                                                                                  | 1430人死亡 （うち洞爺丸だけで1155人が死亡） |
| 紫雲丸事故 | 1955年（昭和30年） 5月11日 | 宇高連絡船・女木島沖                 | 「紫雲丸」が貨物船の「第三宇高丸」と衝突し沈没。なお、その前にも4回の事故を起こしている。                                                        | 166人死亡・122人負傷                        |
| 三河島事故 | 1962年（昭和37年） 5月3日  | 常磐線三河島駅構内                   | 信号無視（あるいは見落としとも）によって安全側線に進入して脱線・停止した下り貨物列車に下り電車が衝突。さらにそこへ上り電車が突っ込み二重衝突に。 | 160人死亡・296人負傷                        |
| 鶴見事故   | 1963年（昭和38年） 11月9日 | 東海道本線鶴見駅 - 新子安駅間        | 脱線した下り貨物列車に上りの横須賀線電車が衝突、その先頭車が下り横須賀線電車に突っ込み二重衝突となる。                                           | 161人死亡・120人負傷                        |

## 背景と影響
これら事故は、いずれも自然災害のみならず人災要素が強いものであり、国鉄に対する世間の非難を集めた。桜木町事故・紫雲丸事故の時は、当時の国鉄総裁がそれぞれ辞任している。
また、いずれの事故も戦後からの復興がほぼ終わり高度経済成長期に入った時に発生したものであり、戦後の急激な輸送量増加対策に追われ、安全対策がおざなりにされていた事も背景にあるとされる。
さらに、桜木町事故では、乗客が外に逃げられない車両構造であったことが被害を大きくしたとして、事故後に乗客が非常時にドアを開けられるように「非常用ドアコック」が設けられたが、三河島事故ではそれによって乗客が車外に逃げ始めていたところに電車が突っ込み、被害を大きくしたといった様に、一つの事故後の対策が別の事故の被害を大きくするといった例も発生した。
現在の鉄道・船舶の安全対策には、これら事故の影響で設けられたものが多い。
国鉄ではこれら五大事故のあと、自動列車停止装置（ATS）設置などの事故対策に取り組み、1983年（昭和58年）12月26日には「過去10年責任事故による旅客の死者なし」という、世界でもあまり例を見ない記録を達成した。

## 国鉄時代以外で100人以上が死亡した大事故

### 国鉄発足以前
- 根府川駅列車転落事故（関東大震災）- 1923年、死者112人以上。
- 西成線列車脱線火災事故 - 1940年、189人。
- 常磐線土浦駅列車衝突事故 - 1943年、110人。
- 沖縄県営鉄道輸送弾薬爆発事故 - 1944年、約220人。
- 八高線列車正面衝突事故 - 1945年、105人以上。
- 八高線列車脱線転覆事故 - 1947年、184人。

### JR発足後
- JR福知山線脱線事故 - 2005年、107人。